# Rio Morro Grande
O rio Morro Grande é um curso de água que banha o estado do Paraná.